# Charancieu
Charancieu – miejscowość i gmina we Francji, w regionie Owernia-Rodan-Alpy, w departamencie Isère.
Według danych na rok 1990 gminę zamieszkiwało 521 osób, a gęstość zaludnienia wynosiła 94 osób/km² (wśród 2880 gmin regionu Rodan-Alpy Charancieu plasuje się na 1127. miejscu pod względem liczby ludności, natomiast pod względem powierzchni na miejscu 1472.).